# John Michael Montgomery (álbum)
| Críticas profissionais | Críticas profissionais |
| Avaliações da crítica  | Avaliações da crítica  |
| Fonte                  | Avaliação              |
| ---------------------- | ---------------------- |
| allmusic               | link                   |
| Entertainment Weekly   | C link                 |
| Robert Christgau       | C+ link                |

John Michael Montgomery é o terceiro álbum de estúdio do cantor John Michael Montgomery, lançado em 1995 pela gravadora Atlantic Records.

## Desempenho nas paradas musicais
| Parada musical (1995)                     | Melhor posição |
| ----------------------------------------- | -------------- |
| Estados Unidos (Billboard 200)            | 5              |
| Estados Unidos (Billboard Country Albums) | 1              |

## Certificações
| País                  | Certificação   | Data                 | Vendas certificadas |
| --------------------- | -------------- | -------------------- | ------------------- |
| Canadá - Music Canada | Platina        | 17 de agosto de 1995 | 100.000             |
| Estados Unidos - RIAA | Multi× Platina | 26 de março de 1997  | 4.000.000           |